# VfB Leisnig
Der VfB Leisnig e.V. ist ein deutscher Sportverein mit Sitz in der sächsischen Stadt Leisnig im Landkreis Mittelsachsen.

## Geschichte

### Bis Wendezeit
Dem Verein gelang 1940/41 der Aufstieg in die zweitklassige 1. Klasse Chemnitz Staffel Mulden-Zschopautal, in der der Verein bis 1942 spielte. Zur Spielzeit 1942/43 erfolgte der Spielbetrieb in einer Kriegsspielgemeinschaft zusammen mit der zweiten Mannschaft des BC Hartha.
Als SG Leisnig nahm eine Mannschaft an der einmalig ausgetragenen Fußball-Landesmeisterschaft Sachsen in der Saison 1948/49 teil. In der erstklassigen Liga platzierte sich die Mannschaft im Bezirk Leipzig mit 12:38 Punkten auf dem 23. Platz und ging zur nächsten Saison in die Bezirksklasse B Leipzig über. Die Saison 1949/50 beendete das Team mit 20:24 Punkten auf dem achten Platz.
Ab der Saison 1961/62 taucht der Verein wieder in der 1. Kreisklasse Grimma / Döbeln auf. Nun unter dem Namen BSG Motor Leisnig. Hier spielte man bis mindestens in die zweite Hälfte der 1960er Jahre. Spätestens in den 1980er Jahren gehörte man dieser Spielklasse aber nicht mehr an. Nach der Wende formierten sich die Fußballer unter dem neuen Verein SV Leisnig 90. Bis zur Saison 1993/94 spielte man in der Kreisliga Grimma / Döbeln.

### 1990er Jahre bis heute
Entweder 1994 oder 1995 gliederten sich die Fußballer als VfB Leisnig wieder aus. In der Saison 2003/04 spielte die Mannschaft in der Kreisliga A Döbeln und platzierte sich mit 41 Punkten auf dem fünften Platz. Mit 44 Punkten in der Spielzeit 2005/06 erreichte man den ersten Platz, wodurch man an den Meisterschaft-Playoffs teilnehmen durfte. Mit 16 Punkten setzte man sich gegen die zweite Mannschaft des BC Hartha, den SV Rüsseina und die zweite Mannschaft des Döbelner SC durchsetzen und aufsteigen. In der Premierensaison in der Bezirksklasse Leipzig gelang mit 38 Punkten der neunte Platz. Nach der nächsten Spielzeit 2007/08 stand mit 25 Punkten und Platz 14 der Abstieg.
Zurück in der Kreisliga A, gelang in der Saison 2009/10 mit 60 Punkten die Meisterschaft und der Aufstieg. Aus der Bezirksklasse wurde eine Spielzeit später, die Kreisoberliga Muldental/Leipziger Land, aus welcher die Mannschaft mit sieben Punkten über den letzten Platz abstieg. Aus dieser hätte man von den Punkten her nach der Spielzeit 2014/15 mit 18 Punkten über den 13. Platz absteigen müssen, durfte jedoch weiterhin an der Liga teilnehmen. Erneut war dies mit 18 Punkten über den elften Platz in der Saison 2016/17 der Fall. In der Spielzeit 2017/18 sicherte man sich mit 46 Punkten den Meistertitel. Nun zurück in der Kreisoberliga konnte man sich mit 33 Punkten auf dem 10. Platz positionieren. Hier spielt die Mannschaft bis heute.